# Signe Engström
Signe Christina Engström, född den 10 november 1885 i Hedesunda socken, död den 27 augusti 1978 i Iggesund, var en svensk författare. Signaturer: Thora Svenske och Signe Ryde.

## Biografi
Engström hade förutom folkskolan erhållit undervisning privat i flickskolans ämnen. Hon medarbetade i flera tidningar och tidskrifter med folkliga noveller i ledig stil. Hon debuterade i bokform 1911 med novellsamlingen Utanför och den följdes av flera romaner och berättelser. 